# Horrocks Block
Horrocks Block är en kulle i Antarktis. Den ligger i Västantarktis. Argentina, Chile och Storbritannien gör anspråk på området. Toppen på Horrocks Block är 622 meter över havet.
Terrängen runt Horrocks Block är huvudsakligen kuperad. Trakten är obefolkad. Det finns inga samhällen i närheten.